# El Call d'Odèn
El Call d'Odèn és una masia del municipi d'Odèn a la comarca catalana del Solsonès inclosa a l'Inventari del Patrimoni Arquitectònic de Catalunya. Actualment, una part de la casa està destinada al turisme rural.

## Descripció
Casa pairal originària del segle xiii que consta de dos plantes i golfes, coberta a doble vessant amb el carener paral·lel a la façana principal.

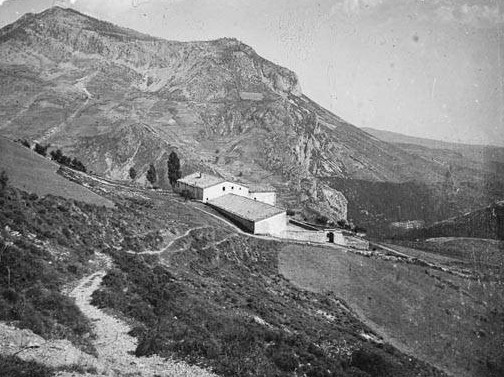
El Call d'Odèn en una imatge del 1913

La planta primera, la de l'habitatge tradicional, consta de la part més antiga, on s'hi troba la sala, la cuina antiga o foc de rotlle, el rere cuina amb l'aigüera de pedra, forn, pastera i les estances del masover amb les seves habitacions i el foc. Aquesta part de la casa es conserva sense haver-hi fet reformes interiors, només s'ha restaurat les teulades i les façanes. L'accés es realitza per un portal rodó adovellat que dona pas a l'escala de dos trams, que comunica amb la sala. La sala, l'espai més representatiu de la masia, funciona com a distribuïdor de les diferents estances. És una peça rectangular de grans dimensions, uns 70 metres quadrats, cosa que obliga a cobrir-lo amb cairats seguits.
La pallissa, recentment rehabilitada com a allotjaments rurals, és situat a la banda de ponent de la masia. És un edifici de planta rectangular, dos pisos i la coberta a un vessant que desaigua a la façana posterior. La façana està articulada per tres arcs de mig punt a nivell de pis, i la part baixa, un espai central amb volta de pedra. Sota el ràfec i ha una franja decorativa pintada amb motius geomètrics.

## Història
La comunitat de Santa Maria de Solsona (pabordes i després de la comunitat de canonges) nomenava el batlle del castell d'Odèn, que sovint era de la masia del Call, veïna al castell.